# Giamaica spagnola
La Giamaica spagnola, o Colonia di Santiago (dalla capitale, Santiago de la Vega), è stata una colonia appartenente alle Indie occidentali spagnole (Impero spagnolo) istituita nel 1509 e dissoltasi nel 1655, quando divenne una colonia della corona britannica, la Colonia della Giamaica.
La cessione territoriale avvenne ufficialmente mediante il Trattato di Madrid del 1670, che pose fine alla Guerra anglo-spagnola scoppiata nel 1655. Il Trattato sancì anche il trasferimento delle Isole Cayman, che furono aggregate alla Giamaica.

## Governatori
Segue la lista dei governatori dell'isola con il titolo di Tenientes de gobernador de Jamaica:
- Juan de Esquivel, 1510–1513
- Francisco de Garay, 1513–1523
- Pedro de Mazuelo, 1523–1526
- Juan de Mendeguren, 1526–1530
- Gonzalo de Guzmán, 1531–1532
- Manuel de Rojas y Córdova, inizio gennaio-fine febbraio del 1532
- Álvaro de Canelas, 1532-1533
- Gil González Dávila, 1533–1534